# 計畫管理改進責任法
計畫管理改進責任法（英語：Program Management Improvement Accountability Act，簡稱PMIAA），亦作「專案集管理改進課責法案」，是美國國會在2015年時，針對美國政府問責局（亦作聯邦審計署，前美國國會會計總署）所提出的美國聯邦政府中長期計畫預算濫用問題，通過此法案以要求聯邦政府各機關遵循專案管理的規劃、執行以及評估績效準則，建立政府機關當責觀念，進而提高執行績效。

## 立法背景
計畫法案是在美國總統歐巴馬任期內，於2016年簽署通過的 PMIAA（Program Management Improvement Accountability Act） 計畫管理改進責任法案（31 U.S.C. §1550）。源自美國政府問責局提出的報告：《高風險專案集清單》（英語：High Risk List）中，特別指出有嚴重管理缺陷，且造成預算運用成效不彰的兩項聯邦政府重大政策：「美國退伍軍人事務部《健康保險》專案集計畫」（英語：Veterans Affairs (VA) Health Care）與「聯邦資訊科技採購流程」（英語：Federal Information Technology (IT) acquisition processes），針對聯邦政府專案集計畫管理的改善需求，美國國會進而提出並通過此項法案。該法案後由美國國會及白宮一致認同，並採用專案管理辦公室機制建構。此法案非為獨立法條，而是以修正案方式提案。

## 立法歷程

### 眾議院 H.R. 2144 法案
- 2015-04-30：美國眾議院議員托德·揚與蓋瑞·康納利（英语：Gerry Connolly）等16位議員向眾議院提出議案《H.R. 2144: Program Management Improvement and Accountability Act of 2015》，立法修正《美國法典》第31卷內容，建立相關工作任務以改善聯邦政府各機關專案集與專案的管理。
- 2015-06-10：美國參議院議員喬尼·恩斯特與海迪·海特坎普基於眾議院議案《H.R. 2144》向參議院提出參議院議案《S. 1550: Program Management Improvement and Accountability Act》，即 PMIAA，二讀通過後，責成參議院國土安全與聯邦政府事務委員會（英语：United States Senate Committee on Homeland Security and Governmental Affairs）研究、討論。
- 2015-11-03：參議院國土安全與聯邦政府事務委員會主席羅恩·詹森出具報告《S. Rept. 114-162》指出，PMIAA 法案對於聯邦政府各機關在改善專案集與專案管理的必要性與有效性，經預算評估以及對現有制度的衝擊影響分析後，逐節修正法案條文，並逕付參議院進行表決。
- 2015-11-19：參議院全體一致同意、無異議通過 PMIAA 修正案。翌日，責送回眾議院研究、討論。[5]

### 參議院 S. 1550 法案
- 2015-11-30：眾議院收到參議院通過的 PMIAA 提案《S. 1550》，責成眾議院國內政策監督與聯邦政府改革委員會（英语：United States House Oversight and Government Reform Subcommittee on Domestic Policy）研究、討論。
- 2016-06-21：眾議院國內政策監督與聯邦政府改革委員會主席傑森·查菲茨出具報告《H. Rept. 114-637》指出，部分條文有再修改的必要，並提出修正意見。
- 2016-09-22：眾議院在辯論過後逕付表決，最後以 404同意 : 11反對，超出 2/3 門檻通過《S. 1550》。但因內容已有修改，責送回參議院再確認。
- 2016-11-30：參議院全體一致同意、無異議通過眾議院的《S. 1550》PMIAA 修正內容。參議院送交白宮。
- 2016-12-05：美國國會《S. 1550》PMIAA 修正案，送交美國總統簽署。
- 2016-12-14：美國總統簽署，《S. 1550》PMIAA 修正案正式頒布，成為美國法律《Public Law No: 114-264.》 。

## 主要內容
規範美國聯邦政府在會計年度內，成立跨聯邦政府各行政機關的「專案集管理政策委員會」（英語：Program Management Policy Council，簡稱 PMPC），由白宮的「美國行政管理和預算局」副管理總監（英語：Deputy Director for Management）統籌、擔任該委員會之主任委員，並召集聯邦政府各機關所指定之一位高級行政官員為其單位內的「專案集管理改進官員」（英語：Program Management Improvement Officer，簡稱 PMIO），並成為該委員會之委員。PMPC 將在聯邦政府行政體系內，建立專案集管理政策的基礎標準，委任 PMIO 負責執行各聯邦行政機關內的專案集管理政策和策略發展，以其跨聯邦機關的角色，促進彼此間分享專案集管理的成功經驗；PMIAA 法案並責成人事管理局協同規劃聯邦政府各機關內之專案管理者的工作職系、職涯發展與升遷管道，為聯邦政府專案集管理政策的持續改進，奠定完善的推動基礎。聯邦政府將藉由增加的 6%專案管理人員，增進聯邦政府中長期計畫的管理效能。

## 對該法案的批評
法案對於「計畫」一詞仍無明確、嚴謹的定義，無法與企業部門產生原有的溝通成效。

## 外部連結
- www.youtube.com/watch?v=q-bZeVs1mrM&t=1318s (中廣新聞專訪 計畫管理法案 上下集 郭子琳 報導)